# Brian Thomas Jr.
Brian Thomas Jr. (Walker, 8 ottobre 2002) è un giocatore di football americano statunitense che milita nel ruolo di wide receiver per i Jacksonville Jaguars della National Football League (NFL).

## Carriera universitaria
Nella sua prima stagione a LSU nel 2021, Thomas disputò 12 partite, di cui 9 come titolare, facendo registrare 28 ricezioni peri 359 yard e 2 touchdown. L'anno seguente disputò 6 gare su 13 come titolare, con 31 ricezioni per 361 yard e 5 touchdown. Nel 2023 guidò la FBS con 17 touchdown su ricezione.

## Carriera professionistica

### Jacksonville Jaguars
Thomas fu scelto nel corso del primo giro (23º assoluto) del Draft NFL 2024 dai Jacksonville Jaguars. Debuttò come professionista subentrando nella gara del primo turno contro i Miami Dolphins in cui ricevette 4 passaggi per 47 yard e un touchdown dal quarterback Trevor Lawrence. Nel quarto turno ricevette 86 yard e un touchdown nella sconfitta contro gli Houston Texans. Nella settimana 7 guidò la squadra con 5 ricezioni per 89 yard e un touchdown nella vittoria sui New England Patriots. Nella settimana 15 giunse a quota 956 yard ricevute, stabilendo un nuovo record di franchigia per un rookie. Nel turno successivo ricevette 132 yard e un touchdown nella sconfitta contro i Las Vegas Raiders. Fu la sua settima partita con almeno 60 yard ricevute e un touchdown su ricezione: solo l'Hall of Famer Randy Moss ne fece registrare di più nella sua stagione da rookie. Nel penultimo turno Thomas ricevette 7 passaggi per 91 yard e un touchdown nella vittoria sui Tennessee Titans. Sette giorni, con 7 ricezioni per 103 yard, arrivò a quota 11 partite con almeno 75 yard ricevute, un record per un rookie nell'era del Super Bowl. A fine anno fu premiato come miglior rookie offensivo del mese per le gare di dicembre e gennaio in cui in sei partite fece registrare 45 ricezioni per 593 yard e 5 marcature. Chiuse la stagione al terzo posto nella NFL con 1.282 yard ricevute e al sesto con 10 touchdown su ricezione.

## Palmarès
- Convocazioni al Pro Bowl: 1

2024
- Rookie offensivo del mese: 1

dicembre 2024/gennaio 2025
- PFWA All-Rookie Team - 2024